# گچکون
گچکون یک روستا در ایران است که در دهستان طراز ناهید واقع شده‌است.